# European Production Series
A European Production Series (Campeonato Europeu de Carros de Produção) foi uma categoria de turismo disputada na Europa em 2011. A categoria servia de apoio ao Campeonato Mundial de Carros de Turismo (WTCC), sendo disputada junto de seis etapas da WTCC na Europa em 2011.
A European Production Series foi criada como uma categoria de apoio para as etapas europeias da WTCC. Ela foi lançada em dezembro de 2010 por Jordi Gené (piloto espanhola da WTCC), Ian Planas (chefe da equipe Sunred Engineering) e a V-Line Org (organizadores da Copa Espanhola de Endurance), sendo aprovada pela FIA como uma categoria internacional.
A categoria não conseguiu montar um grid em 2012 e foi encerrada após uma temporada.

## Formato da Categoria
Cada etapa era composta por duas baterias de 50 minutos ou uma única bateria de três horas de duração. Cada carro pode ter um ou dois pilotos.

## Classes
Os carros são divididos em cinco categorias, com todos os veículos utilizando pneus Yokohama.
- D1: Veículos com potência máxima de 405 cv (298 kW). Isso incluem veículos de maior potência, desde que a relação peso/potência não passe de 2.6 kg/cv;
- D2: Veículos com potência máxima de 324 cv (238 kW). Isso incluem veículos de maior potência, desde que a relação peso/potência não passe de 3.6 kg/cv;
- D3: Veículos com potência máxima de 223 cv (166 kW). Isso incluem veículos de maior potência, desde que a relação peso/potência não passe de 4.5 kg/cv;
- D4: Veículos com potência máxima de 162 cv (119 kW). Isso incluem veículos de maior potência, desde que a relação peso/potência não passe de 5.8 kg/cv;
- D5: Veículos conformes com o regulamento da SEAT León Supercopa.